# Ryszard Gieryszewski

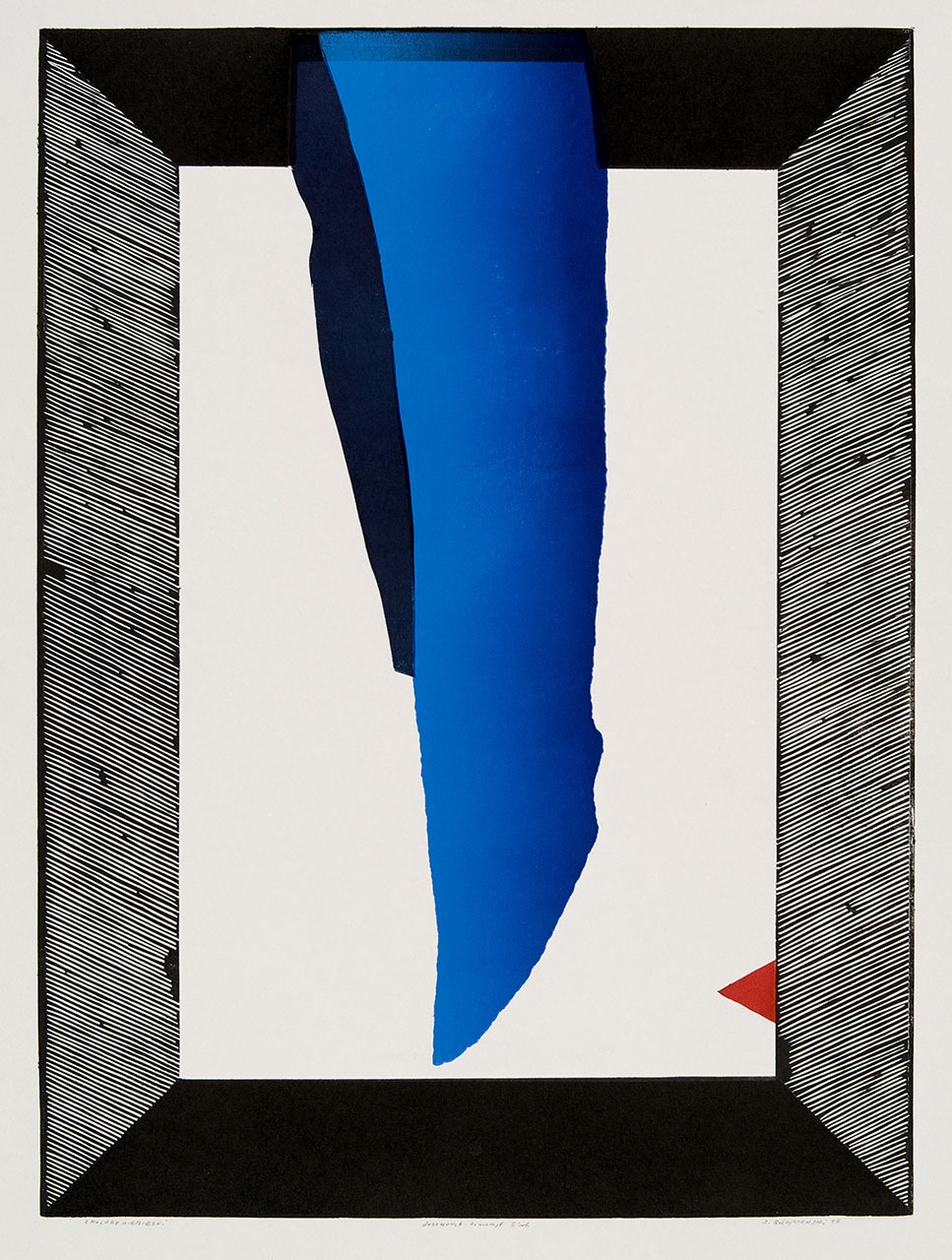
Ryszard Gieryszewski – 3 kolory – niebieski, 1977, drzeworyt – linoryt, 51,5 × 38 cm

Ryszard Gieryszewski (ur. 16 października 1936 w Warszawie, zm. 2 grudnia 2021 tamże) – polski malarz i grafik.

## Życiorys
Ryszard Gieryszewski to jeden z czołowych polskich współczesnych twórców zajmujących się grafiką artystyczną. W latach 1959–1964 studiował w warszawskiej Akademii Sztuk Pięknych w pracowniach Aleksandra Kobzdeja i Andrzeja Rudzińskiego (dyplom w 1964). Był członkiem Międzynarodowego Stowarzyszenia Drzeworytników XYLON w Szwajcarii.
Jego twórczość zaprezentowano na ponad 30 wystawach indywidualnych oraz ponad stu wystawach zbiorowych w kraju i za granicą. Za prace malarskie i graficzne otrzymał wiele prestiżowych nagród i wyróżnień. Prace Ryszarda Gieryszewskiego znajdują się w muzeach w kraju i za granicą.

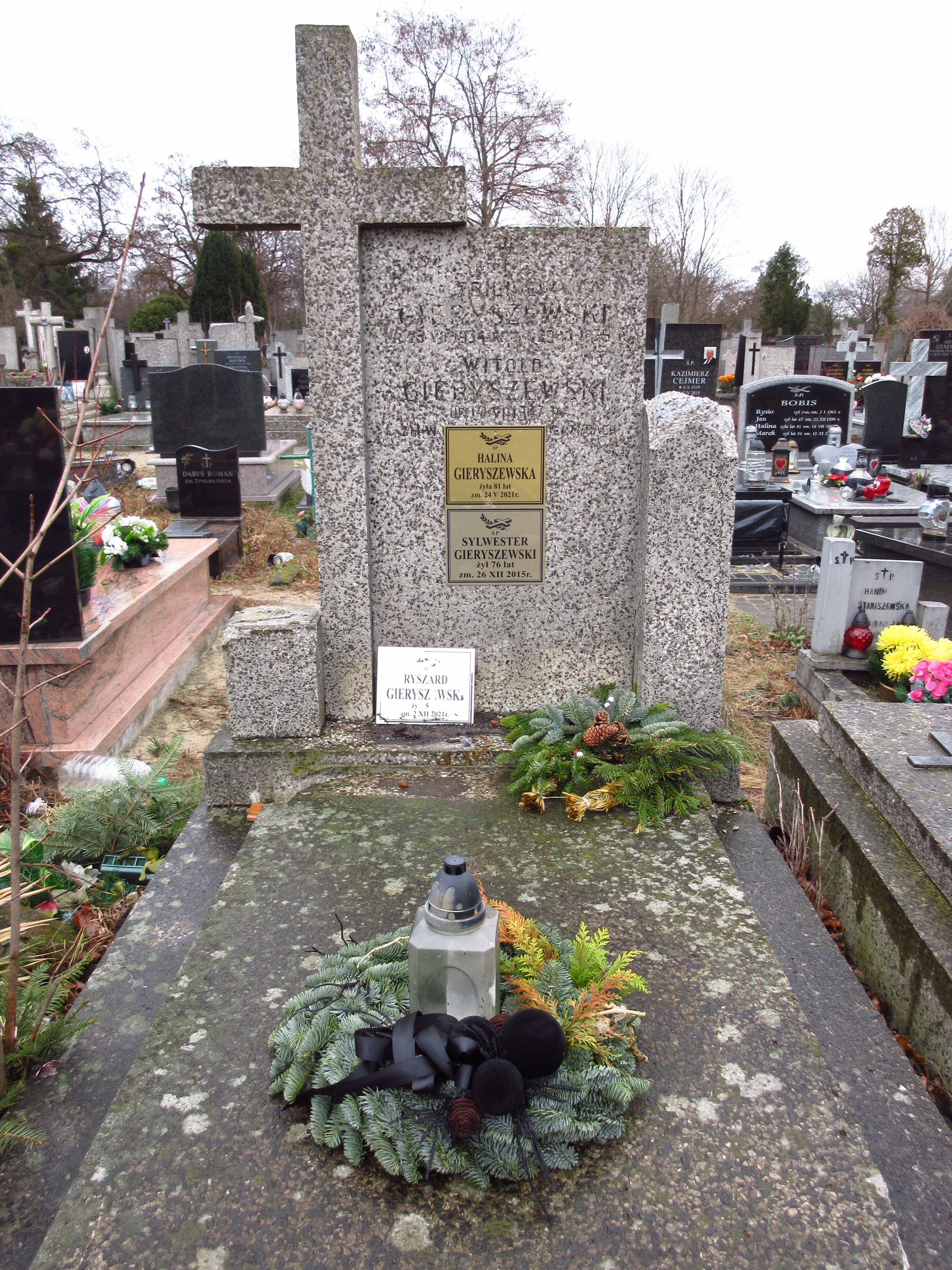
Grób Ryszarda Gieryszewskiego na Cmentarzu Bródnowskim

Pochowany na cmentarzu Bródnowskim (kwatera 77H-4-9).

## Wybrane wystawy indywidualne
(wg źródła)

- 1966 – Salon Debiutów przy UW, Warszawa
- 1966 – Teatr Dramatyczny, Warszawa
- 1967 – Galeria Sztuki Współczesnej, Warszawa
- 1969 – Dom Artysty Plastyka, Warszawa
- 1970 – Galeria „S” – Mały Salon Sztuki, Bydgoszcz
- 1974 – Galleria d’arte Moderna, Padwa, Włochy
- 1974 – Galleria d’arte Moderna „Paris”, Treviso, Włochy
- 1974 – Galleria d’arte Asolana, Asolo, Włochy
- 1974 – Librogalleria gi-elle-bi, Perugia, Włochy
- 1976 – Stołeczna BWA, Piastów
- 1976 – Galeria Kordegarda, Warszawa
- 1979 – BWA – Zamek Książąt Pomorskich, Szczecin
- 1979 – KMPiK, Świnoujście
- 1981 – Galeria MDM, Warszawa
- 1982 – Galeria Sztuki BWA, Łódź[4]
- 1984 – Galeria BWA, Jelenia Góra
- 1985 – Galeria ON, Poznań
- 1986 – Galeria BWA, Toruń[5]
- 1986 – Galeria Sztuki Współczesnej BWA, Opole[6]
- 1987 – Galeria Sztuki Współczesnej „Zapiecek”, Warszawa
- 1989 – SBWA – Galeria Krytyków Pokaz, Warszawa
- 1989 – Galeria BWA „Mały Salon”, Wrocław
- 1993 – Galeria „Rama-Aneks”, Poznań
- 1993 – Galeria BWA, Zamość
- 1996 – Galeria Vetter MDK nr 2, Lublin
- 1996 – Muzeum Okręgowe – Galeria ’72, Chełm
- 1997 – Galeria Sztuki Współczesnej Muzeum Okręgowego, Łomża
- 1998 – SBWA – Galeria Krytyków Pokaz, Warszawa
- 1999 – Galeria Sztuki Współczesnej „Zapiecek”, Warszawa
- 1999 – Mała Galeria Grafiki Muzeum Literackiego im. Józefa Czechowicza, Lublin
- 1999 – BWA Galeria „Piwnice”, Kielce[7]
- 1999 – BWA Galeria „Zielona”, Busko-Zdrój[8]
- 2001 – Centrum Kultury i Sztuki – Galeria w Hallu, Kalisz
- 2005 – Galeria. Stefan Szydłowski, Warszawa
- 2018 – Galeria Retroavangarda, Warszawa
- 2019 – Galeria Sztuki „Wozownia”, Toruń 2019[9]

## Prace w zbiorach
(wg źródła)

- Amadora, fabrica da Cultura Amadora
- Bańska Bystrzyca, Galeria Grafiki
- Budapeszt, Muzeum Narodowe
- Bulla, Musee Gruerien
- Bydgoszcz, Muzeum Okręgowe im. Leona Wyczółkowskiego
- Couvin, Museum Petit Format
- Chełm, Muzeum Chełmskie
- Frankfurt, Museum Junge Kunst
- Jelenia Góra, Muzeum Karkonoskie w Jeleniej Górze
- Kraków, Muzeum Narodowe
- Lublin, Muzeum Lubelskie
- Lublin, Państwowe Muzeum na Majdanku
- Łomża, Muzeum Okręgowe
- Łódź, Miejska Galeria Sztuki
- Olsztyn, Muzeum Warmii i Mazur
- Opole, Galeria Sztuki Współczesnej
- Orońsko, Centrum Rzeźby Polskiej w Orońsku
- Ostromecko, Galeria Filharmonii Pomorskiej
- Szczecin, Muzeum Narodowe
- Toruń, Galeria Sztuki Wozownia
- Warszawa, Muzeum Narodowe
- Warszawa, Muzeum Historyczne m.st. Warszawy
- Warszawa, Gabinet Rycin Biblioteki Uniwersyteckiej w Warszawie
- Warszawa, Centrum Sztuki Studio im. Stanisława Witkiewicza
- Warszawa, Centrum Sztuki Współczesnej
- Warszawa, Zachęta Narodowa Galeria Sztuki
- Warszawa, Mazowieckie Centrum Kultury i Sztuki
- Wiedeń, Graphischen Sammlung Albertina
- Wrocław, Muzeum Narodowe

## Ważniejsze nagrody
- 1968 – srebrny medal na II Festiwalu Sztuk Pięknych w Warszawie[2]
- 1969 – I nagroda, Malarstwo Młodych. Absolwenci Uczelni Artystycznych z lat 1960–1966, Warszawa
- 1970 – brązowy medal na III Festiwalu Sztuk Pięknych w Warszawie[2]
- 1977–1980 – główne nagrody w konkursie „Najlepsza grafika roku”, Warszawa[2]
- 1977–1981 – wielokrotnie otrzymał nagrody i wyróżnienia w konkursie, Najlepsza Grafika Miesiąca w Warszawie[10]
- 1987 – grand prix, nagroda Ministra Kultury i Sztuki w IV Quadriennale Drzeworytu i Linorytu Polskiego, Olsztyn[2]
- 1988 – nagroda główna I Biennale Małych Form Malarskich, Toruń[2]
- 2000 – grand prix, VII Bienal, 1 International Bienal Gravura Amadora 2000, Portugal[10]